# 馬提亞斯·耶尼施
馬提亞斯·耶尼施（1990年8月27日—）是一位盧森堡足球運動員。在場上的位置是中場。他現在效力於盧森堡國家足球聯賽球隊迪費爾丹格足球俱樂部。他也代表盧森堡國家足球隊參賽。